# Pierre Messmer
Pierre Messmer (n. 20 martie 1916, Vincennes, Val-de-Marne - d. 29 august 2007, Paris), pe numele său complet Pierre Auguste Joseph Messmer, a fost un jurist, orientalist și om politic francez, membru al Academiei Franceze din 1999 (pe locul rămas liber prin decesul academicianului Maurice Schumann) și membru de onoare al Academiei Române (din 2000). 
Pierre Messmer provine dintr-o familie animată de patriotism francez. Bunicul său, un țăran din Alsacia, a optat în 1871 să fie francez, când Imperiul German a anexat Alsacia-Lorena.
Pierre Messmer a fost diplomat al Școlii Naționale de Limbi Orientale (1936) și doctor în drept (1939).
A participat ca militar în cel de-al doilea război mondial, fiind militar între octombrie 1937 și decembrie 1945. În 17 iunie 1940, pe când era locotenent, Pierre Mesmer a auzit la radio un discurs al mareșalului Philippe Pétain, care explica de ca Franța trebuie să accepte înfrângerea. A refuzat să se supună și a plecat la Marsilia unde, împreună cu alți militari, a reușit să deturneze o navă italiană, cu care a plecat la Liverpool de unde a mers la Londra și s-a prezentat generalului de Gaulle, care i-a cerut să se înroleze în Legiunea Străină. În această calitate, a luat parte la expediția din Dakar, fiind coautor al victoriilor din luptele de la Bir Hakein și El Alamein.
După sfârșitul celui de al doilea război mondial fost decorat cu diferite medalii de onoare , între care Crucea Legiunii de onoare (Croix de la Légion d'honneur), Crucea de Răzvoi (Croix de Guerre 1939-1945), Medalia Rezistenței Franceze (Médaille de la Résistance), medalia colonială de peste mări, medalia de companion al eliberării (compagnon de la Libération) precum și cea de ofițer al Legiunii Americane (officier de l'American Legion) și i-au fost încredințate înalte funcții în administrarea Franței de peste mări: secretar general al Comitetului interministerial din Indochina (1946), director de cabinet al Înaltului Comisariat din Indochina (1947-48), guvernator al Mauritaniei (1952-1954), guvernator al Coastei de Fildeș (1954-1956), director de cabinet al ministrului Franței dincolo de mări (1956), înalt comisar al Republicii Camerun (1956-1958), înalt comisar al Africii Ecuatoriale (1958) și înalt comisar al Africii Occidentale Franceze (1958-1959). Între 1960-1969 a ocupat portofoliul Apărării, sub președintele Charles de Gaulle, apoi, în perioada 1971-1972, a fost Ministru de stat pentru Departamentele și Teritoriile de peste mări, între 1972-1974 a fost prim-ministru al Franței în decursul președinției lui Georges Pompidou, pentru ca în perioada 1979-80 să fie membru al Parlamentului European.
Viața sa politică a început în 1968, când a fost ales deputat de Sarrebourg, poziție ce a ocupat-o timp de 20 de ani, până în 1989. A fost și Consilier general al departamentului Moselle, între 1970 to 1982, și membru, pentru o perioadă și președinte, al Consiliului regional din Lorena, până în 1992. A fost președinte al Fundației Charles de Gaulle, al Asociației Georges Pompidou și al Academiei de Științe Morale și Politice.

## Scrieri
- Le règime administratif des emprunts coloniaux
- Le service militaire
- Histoire de Sarrebourg (în colab.)
- Les écrits militaires de Charles de Gaulle (în colab.)